# Сінконг (камуфляж)
Сінконг (кит.: 星空, піньїнь: Xīng kōng, "сінкун", дослівно — Зоряне небо) — деформаційний цифровий військовий камуфляж, прийнятий у 2019 році всіма підрозділами Народно-визвольної армії (НВАК) Китайської Народної Республіки (КНР). Введений у 2019 році візерунок Сінконг замінив камуфляж Тип-07, який використовувався регулярними частинами з 2007 року. Нову форму та камуфляж Сінконг вперше побачили наприкінці вересня 2019 року перед церемонією святкування 70-річчя Китайської Народної Республіки.
Камуфляж Сінконг використовується на армійських одностроях Тип-19 і Тип-21.

## Опис
Новий камуфляжний візерунок має дрібніші й менш контрастні між собою «пікселі», ніж камуфляж Тип-07, що покликано забезпечити краще маскування на різних відстанях порівняно з традиційним цифровим камуфляжем завдяки використанню непомітних цифрових решіток.
Камуфляж Сінконг доступний в п'ятьох різних кольорових версіях, які більше не залежать від роду військ. Дизайн одностроїв включає затяжки на ліктях, зап'ястях, колінах та щиколотках, що робить зручнішим використання одностроїв в густих заростях. Форма також має вбудовані пази для закріплення налокітників і наколінників. Кишені на одностроях відкриваються вбік, що робить їх зручними для використання при використанні бронежилета.
З новими одностроями використовуються аксесуари різних кольорів. З лісовою, джунглі та міською версією камуфляжу Сінконг використовуються чорні рукавички та черевики, а з пустельною та тундровою версією — пісочного кольору.
За словами генерального директора Інформаційного управління Міністерства національної оборони Китаю,старшого полковника Ву Цяня впровадження одностроїв з новим камуфляжем Сінконг для всієї НОАК відбувається за графіком, опублікованим 31 жовтня 2019 року.
Очікується, що з камуфляжем Сінконг будуть випускатись нашоломники, тактичні рукавички, бронежилети та військові черевики.

## Версії
Доступно п'ять кольорових версій цифрового малюнка камуфляжу Сінконг.
- Лісова: в домінуючій коричнево-зеленій колірній гамі.
- Джунглі: в домінуючій зеленій колірній гамі[10].
- Пустельна: в домінуючій світло-пісочній колірній гамі.
- Посушливі регіони (деякі джерела також називають пусткою та тундрою): в домінуючій темно-пісочній колірній гамі[11].
- Урбаністична (міська): в домінуючій темно-сірій колірній гамі.

## Галерея

Міністр оборони Китаю Вей Фенхе в однострої Тип-19 з камуфляжем Сінконг (праворуч)
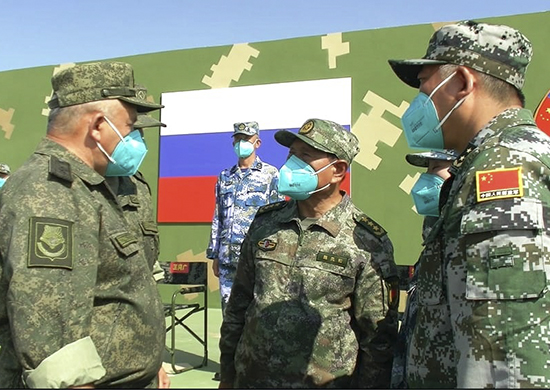
Російські та китайські офіцери на навчаннях Sibu/Interaction-2021. Зліва направо: російський офіцер в камуфляжі ЕМР, китайський офіцер в камуфляжі Сінконг, китайський офіцер в камуфляжі Тип-07